# Futurizam
Futurizam je kulturni pokret nastao početkom 20. st. u Italiji, a stekao je poklonike i u drugim zemljama, naročito u Rusiji.
Futuristi nisu svoje područje interesa i djelovanja graničili samo na književnost, slikarstvo i kiparstvo, nego su istraživali i druge vidove umjetnosti, kazalište, glazbu, arhitekturu, ples, fotografiju, film, pa čak i gastronomiju, a domišljali su se i posve novima: godine 1921. objavljen je Manifest taktilizma, umjetnosti opipa.

## Povijest i odlike
Ideolog futurističkog pokreta bio je Filippo Tommaso Marinetti, koji je 1909. god. u francuskom dnevniku Le figaro objavio Manifest futurizma. U njemu proklamira načela futurizma: gnušanje spram prošlosti, naročito spram tradicionalne umjetnosti, te veličanje ljubavi prema brzini, tehnologiji, nasilju. Automobil, avion, industrijski grad postali su novi mitski toposi, jer su predstavljali trijumf tehnologije, čovjekova čeda, nad prirodom.
Marinettijeva polemičnost brzo je privukla druge književnike kao što su: Giovanni Papini i Aldo Palazzeschi, ali i mlade, ali već afirmirane slikare koji su htjeli proširiti te ideje na figurativne umjetnosti: Umberta Boccionija, Carla Carrà i Luigija Russola. Započela je prva faza futurizma, a u godinama koje su slijedile futurizam se sve jasnije profilirao, naročito u svojoj razlici spram kubizma. Također se profiliraju, i mijenjaju, i interesi i izričaji njegovih predstavnika: Severini naginje apstrakciji, Boccioni se približava simbolizmu, Russolo se posvećuje muzici.
Futurizam gubi na utjecaju kada 1915. mnogi njegovi predstavnici odlaze u rat. Smrću Boccionija i Sant'Elije, te otpadništvom Severinija i Carrà, futurizam prelazi u drugu, eklektičniju fazu, koja traje do Marinettijeve smrti 1944.
Ideologija veličanja rata kao izraza vitalnosti i načina pročišćenja, kao i agresivan nacionalizam doveli su do povezivanja futurizma s fašizmom.

## Futurizam u književnosti
Najveći je doprinos futurizma književnosti ideja riječi na slobodi (parole in libertà), koju je Marinetti izložio u trima manifestima. U prvom od njih, Tehničkom manifestu futurističke književnosti iz 1912., programu umjetnika u futurizmu, nalaže se kako valja «uništiti sintaksu», «glagol koristiti u infinitivu», «ukinuti priloge», «ukinuti interpunkciju», «ukinuti pridjeve, kako bi gola imenica zadržala svoju bitnu boju [bez nijansi]», i tako dalje. Ključna riječ futurista bila je pobuna, bilo to pobuna protiv tradicionalnog, emocija ili čak estetike. Pod utjecajem industrijske revolucije, književnici su željeli izborom riječi postići ritam rada strojeva i to koristeći imenice, glagole u infinitivu, izbacujući interpukcijske znakove do tog da su unosili matematičke znakove: plus (+), minus (-), puta (*) i slično. 
Glavni predstavnik ruskoga književnog futurizma bio je Vladimir Vladimirovič Majakovski koji je unio neke novosti. Započeo je pisati o novoj temi-gradu i kako bi uvjerljivije zvučao u tome počeo je koristiti jezik ulice(žargonizme i vulgarizme). Njegovi stihovi nisu bili pisani u redovima, nego u stupcima što nazivamo stupnjeviti stih.
Uz to, napisao je ruski manifest 1912. u Almonu zvan Pljuska društvenom ukusu. U futurizmu Rusi su svoje pjesme čitali na trgovima tako da djeluju kao govor.

## Futurizam u slikarstvu
Manifest futurističkih slikara (Il manifesto dei pittori futuristi), objavljen je 1910., a iste godine izloženi su u Milanu i prvi futuristički radovi.
Kao posljedica estetike brzine, u futurističkom slikarstvu prevladava element dinamizma: u pokretu sudjeluju i objekt i prostor unutar kojega se on kreće. Iluziju kretanja likova često postižu simultanim sekvencama kretanja na istoj plohi; vizualni dojam inspiriran strobofotografijom (više etapa pokreta na istoj fotografiji). Dinamizam vlakova, aviona, užurbanost svakodnevnog života (pas u šetnji s vlasnicom, djevojčica koja trči balkonom, plesačice) naglašeni su komplementarnim bojama i snažnim potezima kistom. Svoj analitički pristup stvarnosti, geometrijski karakter oblika, fragmentaciju i dekompoziciju plohe i volumena, futuristi duguju kubizmu. Naglašeno je i kubistička tehnika lomljenja slikarske površine na djeliće, od kojih svaki bilježi drugačiju prostorno-vremensku perspektivu, dok je izraziti kolorizam u suprotnosti s monokromijom nekih kubista. U pokušajima da slikarskim sredstvima prikaže zvukove, futurizam se približava apstrakciji. Futurizam je oprečan statičnosti i nepomičnosti metafizičkog slikarstva Giorgia de Chirica.
Nastojanja futurizma također su, sa svoje strane, dijelom uklopljena u druge pokrete: art deco, vorticizam, dadaizam, nadrealizam.

### Popis futurističkih slikara
| - Giacomo Balla - Umberto Boccioni - David Burliuk - Carlo Carrà - Luigi De Giudici | - Elena Genrihovna Guro - Ljubov Popova - Luigi Russolo - Gino Severini - Joseph Stella |

## Futurizam u arhitekturi
U središtu zanimanja futurističkih arhitekata je grad, viđen kao simbol dinamike i modernosti. Arhitektonski se projekti odnose na grad budućnosti. U opreci spram klasične arhitekture, koja se osuđuje kao statična i monumentalna, idealan futuristički grad karakteriziraju pokret i promet. Futuristička je utopija grad kao trajno gradilište, u vječnom kretanju. Monolitni neboderi s terasama i mostovima, kakve je primjerice projektirao Antonio Sant'Elia, u futurističkoj bi zamisli tvorili golemu, povezanu, višerazinsku konurbaciju.

## Vanjske poveznice
- Філіппо Томмазо Марінетті. Битва за Тріполі (авдіокнига). Київ. Книгарня Кріпто-бар. 2019 р. (ukr.)

- Antun Gustav Matoš, Futurizam  Arhivirana inačica izvorne stranice od 18. veljače 2021. (Wayback Machine), PDF na stranicama Matice Hrvatske. Prvotno objavljen tekst u Obzoru br. 18., Zagreb, 23. ožujka 1913., str. 1. – 3.
- Futurizam, blog na blog.dnevnik.hr
- Kronologija likovne umjetnosti prve trećine 20. st.